# Cayetano Martí Valls
Cayetano Martí Valls (Inca, Baleares, 12 de abril de 1918 - Palma de Mallorca, 17 de febrero de 2007) fue un yesero, escritor y pensador chueta —judío mallorquín— de España.

## Biografía
Nació en la localidad de Inca, Mallorca, en el fatídico año 1918, en el que una epidemia de gripe ocasionó miles de muertos a la región balear. Al morir el padre de Martí, Bartolomé Martí Forteza, su madre Lucía Valls Aguiló se trasladó a vivir a la capital Palma, cerca de la Plaza de la Asistencia Palmesana, —antigua Plaza de la Paja—, llevándose consigo a su familia.
A los nueve años de edad, por necesidad, Cayetano Martí empezó a trabajar con un herrero vecino de la plaza, no pudiendo ir a la escuela —Patronato Obrero— más que unas pocas semanas, colegio dirigido por un jesuita llamado padre Vives con el que sólo pudo aprender las primeras letras y poco más.
Autodidacta en la escritura, continuó trabajando alternando su aprendizaje laboral siendo mozo de herrero y de carpintero, hasta que a los catorce años se inicia en el oficio de yesero, trabajo que desempeñará toda su vida hasta la jubilación anticipada producida por desgaste físico.
Fallecida la familia de Cayetano por parte de padre, solo quedaron los abuelos por parte de madre que ayudaron en lo que pudieron, sobre todo su abuelo Onofre Valls Aguiló, un chueta de oficio cordelero, robusto y muy temperamental, que tuvo que mantener a la familia, trabajando, entre otras cosas, de peón en el muelle de la capital isleña. Durante la infancia de Martí, su abuelo Onofre fue transmitiendo a sus nietos el sencillo legado de sus antepasados, el cristianismo judío que había conservado de manera oral, enseñanzas que tanto a él como a su hermano José Valls les ayudarían a no depender de ninguna de las dos formas religiosas que condicionaban socialmente la vida de los descendientes de judíos conversos de la isla, el judaísmo y el catolicismo.
Anciano luchador espiritual de origen semita, se situó en una época difícil de posguerra y dictadura franquista, superando el desprecio y presión social dirigido durante siglos a los descendientes de judíos conversos mallorquines apodados por el catolicismo de chuetas —mallorquines de origen judío—. Dicho apelativo, que le acompañó toda su vida, no supuso impedimento para que este librepensador admirador de la figura de Jesús de Nazaret profundizara en el cristianismo israelita heredado por tradición oral, y ajeno al poder religioso de la Iglesia católica.
Cayetano Martí aseguró en vida que el cristianismo de Jesús en Mallorca llegó muy poco tiempo después de la muerte del carpintero, antes de que el catolicismo romano se formara y lo institucionalizara como tal Constantino afirmando que parte de la familia del nazareno, se instaló en la isla siendo él descendiente de la misma. Ya sea por tener unas convicciones más profundas o por haber estado sometidos a una presión ambiental cerrada y obligados a practicar externamente el rito católico, lo cierto es que esta tradición cristiana de origen semita fue transmitida por sus descendientes de generación en generación hasta la actualidad. Cayetano Martí la habría recibido de su abuelo materno Onofre Valls, que fue su tutor al quedar tanto este como su hermano José Valls huérfanos de padre a temprana edad.
La transmisión oral de algunas tradiciones de origen judaico ha sido señalada por numerosos investigadores en todo el mundo, pero en el caso de la historia de los chuetas se da el hecho de que su aislamiento ha sido una constante en el transcurso de la historia, recayendo la mayor presión sobre las capas sociales más bajas de dicho colectivo, los denominados «chuetas de oreja baja» frente a los «chuetas de oreja alta» como así se pronunciaban entre ellos los ricos y los pobres de este colectivo semita autóctono de la isla. Martí defiende la vivencia ancestral, junto a un pequeño colectivo de familias obreras —algunas de ellas de origen semita denominado iglesia pobre—, de las sencillas enseñanzas del carpintero, transmitida por sus antepasados, los autóctonos cristianos primitivos recordados entre ellos como los «israelitas nazarenos».
El asentamiento en Mallorca de las comunidades israelitas procedentes de Palestina antes de la cristianización de la península ibérica es una de las deudas históricas a constatar, si bien no se niega la presencia de judíos en las Islas Baleares, por la estratégica posición de éstas en el Mediterráneo, situadas como están en el paso entre Oriente y la península ibérica; en este sentido, testimonios como el de este colectivo denominado Iglesia Pobre, y en concreto el de personajes autóctonos como Cayetano Martí, son clave para redefinir esa parte de la historia que, por motivos inciertos, todavía se prefiere que esté oculta y en la incertidumbre.
El cristianismo chueta, o lo que es lo mismo, el colectivo de familias obreras que forman la iglesia pobre de Mallorca y que encabezó Cayetano Martí, reconoce a Jesús de Nazaret como un rabino y maestro, pero rechaza su naturaleza divina, por ser, según Martí y las familias obreras que con él se identifican, un invento del Imperio romano con el fin de institucionalizar el movimiento espiritual formado solo por gente pobre, seguidores de Jesús de Nazaret. De igual modo se rechaza también el bautismo y la jerarquía religiosa, y en términos generales se define como cristiano primitivo en la medida en que hace hincapié en los aspectos relacionados con la humildad, la bondad, la generosidad, la búsqueda de la justicia y la vida comunitaria, que constituirían la esencia del mensaje de Jesús, pervertido después por lo que Martí llamó la «iglesia rica».
Cayetano Martí murió en Palma de Mallorca el 17 de febrero de 2007 a la edad de 88 años.

## Polémica sobre el aborto
La exclamación al mundo de Cayetano Martí por la falta de respeto a la vida de los pobres, de los trabajadores por parte de las organizaciones religiosas, políticas y militares, le llevó a defender la postura pública del control de la natalidad, como arma legal de los obreros para acabar con el abuso de sus derechos y dignidades, llegando a reconocer también el aborto legal como última solución extrema de este colectivo mayoritario para frenar dicho abuso, hecho que causó una escalada de protestas de grupos antiabortistas, que no han dudado en descalificar al personaje y al grupo de amigos obreros incondicionales, de «cayetanistas» y agresores contra la infancia. Según dichos grupos religiosos de corte católico y protestante: «Si la pobreza de la madre justificara el aborto para evitarle sufrimiento al niño, con la misma teoría podríamos matarla a ella».

## Obras
- ¿Kuakero o Católico? El retorno de un protestante. Madrid: Fe Católica. 1960. OCLC 432602945.
- El evangelio pobre de Yehoshuah de Nazerat: (Jesús de Nazareth). Albacete: Liberlibro. 2002. ISBN 8495943093. OCLC 433187807.
- El monte maravilloso: segundo y tercer libro de tratado de filosofía. Albacete: Liberlibro. 2002. ISBN 8495943107. OCLC 433190698.
- Buscad primero el reino de Dios. Marrachí: Jerónima Moyá Barceló. 2005. ISBN 8460976777. OCLC 433297410.
- El evangelio del obrero Cayetano. Albacete: Liberlibro. 2006. OCLC 434041330.
- Familiares descendientes de Jesús de Nazareth en Mallorca. Palma de Mallorca: Iglesia Pobre de Mallorca. 2006. OCLC 428960328.
- El evangelio del obrero Cayetano. Albacete: Liberlibro. 2006. OCLC 434041330.